# Абелла
Абелла (Abella) была врачом из Рима. В середине XIV века она преподавала общую медицину в Салернской врачебной школе. Предположительно родилась около 1380 года, но точные даты рождения и смерти неизвестны.
Абелла читала лекции по лечебному делу, женскому здоровью и о желчи. Специализировалась в эмбриологии. Абелла написала два трактата — «De atrabile» («О меланхолии») и «De natura seminis humani» («О природе человеческого семени»), которые не сохранились.
Абелла включена в инсталляцию Джуди Чикаго на Этаже наследия.
Вместе с Меркуриадой, Ребеккой де Гуарна и Франческой де Романа считается одной из «Дам из Салерно», которые с самого начала посещали медицинскую школу в Салерно и способствовали «медицинскому возрождению» в Европе.